# BHLHE23
BHLHE23 (англ. Basic helix-loop-helix family member e23) – білок, який кодується однойменним геном, розташованим у людей на 20-й хромосомі. Довжина поліпептидного ланцюга білка становить 225 амінокислот, а молекулярна маса — 23 665.
| 10         |  | 20         |  | 30         |  | 40         |  | 50         |
| ---------- |  | ---------- |  | ---------- |  | ---------- |  | ---------- |
| MAELKSLSGD |  | AYLALSHGYA |  | AAAAGLAYGA |  | AREPEAARGY |  | GTPGPGGDLP |
| AAPAPRAPAQ |  | AAESSGEQSG |  | DEDDAFEQRR |  | RRRGPGSAAD |  | GRRRPREQRS |
| LRLSINARER |  | RRMHDLNDAL |  | DGLRAVIPYA |  | HSPSVRKLSK |  | IATLLLAKNY |
| ILMQAQALDE |  | MRRLVAFLNQ |  | GQGLAAPVNA |  | APLTPFGQAT |  | VCPFSAGAAL |
| GPCPDKCAAF |  | SGTPSALCKH |  | CHEKP      |  |            |  |            |

A: Аланін

C: Цистеїн

D: Аспарагінова кислота

E: Глутамінова кислота

F: Фенілаланін

G: Гліцин

H: Гістидин

I: Ізолейцин

K: Лізин

L: Лейцин

M: Метіонін

N: Аспарагін

P: Пролін

Q: Глутамін

R: Аргінін

S: Серин

T: Треонін

V: Валін

Задіяний у таких біологічних процесах, як транскрипція, регуляція транскрипції. 
Білок має сайт для зв'язування з ДНК. 
Локалізований у ядрі.